# Progne elegans
La golondrina sureña o golondrina negra (Progne elegans) es una especie de ave paseriforme de la familia Hirundinidae propia de Sudamérica. 
Se encuentra en Argentina, Bolivia, Brasil, Colombia, Panamá, Paraguay, Perú, y Uruguay, y ha sido observada en Chile en muy raras ocasiones.
Su hábitat natural son los bosques tropicales húmedos de tierras bajas, los bosques de montaña tropicales o subtropicales, los pastizales de altura y de tierras bajas tropicales y subtropicales y las áreas urbanas.
La especie mide unos 20 a 22 centímetros de largo. Todo su cuerpo es color negro con tonos azul iridiscente. El macho es casi indistinguible del de la especie Progne murphyi (golondrina negra peruana), mientras que las hembras pueden identificarse porque la de la golondrina negra peruana tiene sus partes inferiores pardo liso.